# Johnson (Vermont)
Johnson ist eine Town im Lamoille County des Bundesstaates Vermont in den Vereinigten Staaten mit 3491 Einwohnern (laut Volkszählung von 2020).

## Geografie

### Geografische Lage
Johnson liegt zentral im Lamoille County, in einem rauen Gebirgsteil der Green Mountains, und wird vom North Branch Lamoille River in westlicher Richtung durchflossen. In ihn mündet der aus nördlicher Richtung kommende Gihon River. Das Gebiet der Town ist hügelig, der höchste Berg ist der im Südosten liegende, 636 m hohe Caper Hill.

### Nachbargemeinden
Alle Entfernungen sind als Luftlinien zwischen den offiziellen Koordinaten der Orte aus der Volkszählung 2010 angegeben.
- Norden: Belvidere, 3,9 km
- Nordosten: Eden, 12,5 km
- Osten: Hyde Park, 13,6 km
- Süden: Morristown, 6,5 km
- Südwesten: Cambridge, 12,0 km
- Nordwesten: Waterville, 8,6 km

### Stadtgliederung
Die Hauptsiedlung in der Town Johnson ist das Village Johnson.

### Klima
Die mittlere Durchschnittstemperatur in Johnson liegt zwischen −9,44 °C (15 °Fahrenheit) im Januar und 18,3 °C (65 °Fahrenheit) im Juli. Damit ist der Ort gegenüber dem langjährigen Mittel der USA um etwa 9 Grad kühler. Die Schneefälle zwischen Mitte Oktober und Mitte Mai liegen mit mehr als zwei Metern etwa doppelt so hoch wie die mittlere Schneehöhe in den USA. Die tägliche Sonnenscheindauer liegt am unteren Rand des Wertespektrums der USA, zwischen September und Mitte Dezember sogar deutlich darunter.

## Geschichte

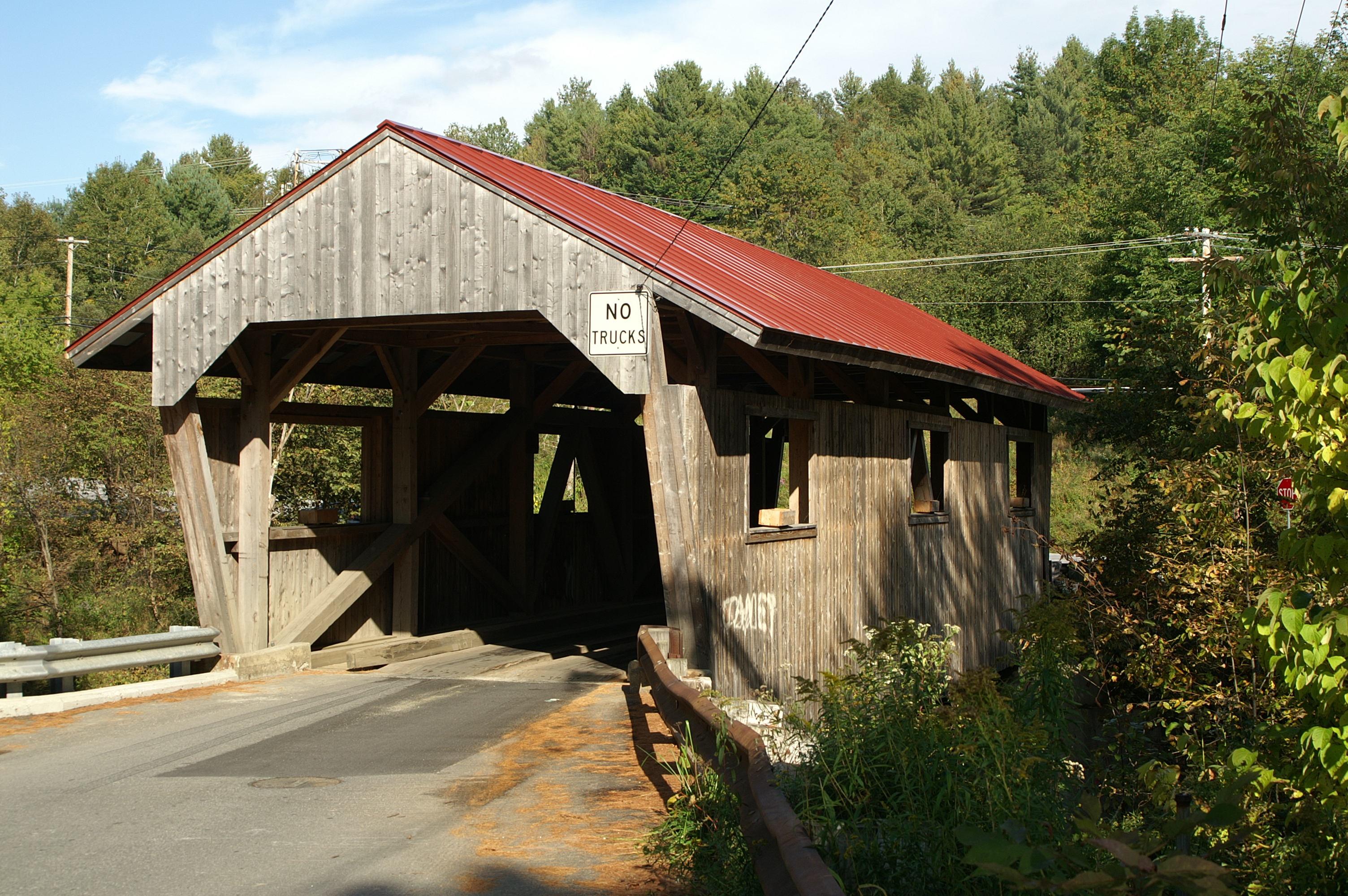
Power House Covered Bridge

Der erste Grant für die Gegend wurde um 1780 an einen Mann namens Brown, einem der ersten Siedler in Jericho vergeben. Brown zog mit seiner Familie in das Gebiet und nannte die Town Brownville. Im Herbst des Jahres 1780 wurde er mit seiner Familie von Indianern gefangen genommen, nach Kanada verschleppt und dort an die Briten verkauft. Noch bevor er zurückkehren konnte, wurde der Grant erneut vergeben, da Brown die Gebühren noch nicht entrichtet hatte. Der Grant für Johnson wurde am 27. Februar 1782 an Samuel William Johnson und weitere. Dies wurde erst viel später, am 2. Januar 1792, durch den Gouverneur bestätigt. Nach Brown war der erste Siedler im Jahr 1784 Samuel Eaton.
Der Lamoille aber vor allem der Gihon River boten gute Standorte für Mühlen, so dass schnell mehrere Mühlen gebaut wurden. Die erste Mühle lag an den Wasserfällen nördlich der Power House Bridge. Die Wollmühle wurde im Jahr 1836 gebaut. Im Jahr 1856 bekam Johnson ein Teil des Landes der Town Sterling und im Jahr 1894 wurde das Village Johnson zu einem incorporated village erklärt. Heute stellen die Town und das Village eigenständige Verwaltungseinheiten dar.
Die wirtschaftliche Grundlage der Town änderte sich von der Land- und Forstwirtschaft durch die angrenzenden Skigebiete in Stowe und Cambridge hin zum Tourismus. Ein weiterer großer Arbeitgeber ist das Johnson State College und im Jahr 1984 wurde das Vermont Studio Center gegründet.

### Einwohnerentwicklung
| Jahr      | 1700 | 1710 | 1720 | 1730 | 1740 | 1750 | 1760 | 1770 | 1780 | 1790 |
| --------- | ---- | ---- | ---- | ---- | ---- | ---- | ---- | ---- | ---- | ---- |
| Einwohner |      |      |      |      |      |      |      |      |      | 93   |
| Jahr      | 1800 | 1810 | 1820 | 1830 | 1840 | 1850 | 1860 | 1870 | 1880 | 1890 |
| Einwohner | 341  | 494  | 778  | 1079 | 1410 | 1381 | 1526 | 1558 | 1495 | 1462 |
| Jahr      | 1900 | 1910 | 1920 | 1930 | 1940 | 1950 | 1960 | 1970 | 1980 | 1990 |
| Einwohner | 1391 | 1526 | 1478 | 1378 | 1420 | 1527 | 1478 | 1927 | 2581 | 3156 |
| Jahr      | 2000 | 2010 | 2020 | 2030 | 2040 | 2050 | 2060 | 2070 | 2080 | 2090 |
| Einwohner | 3274 | 3446 | 3491 |      |      |      |      |      |      |      |

## Wirtschaft und Infrastruktur

### Verkehr
Die Verkehrsanbindung der Gemeinde erfolgt über die Vermont Route 15, die entlang des Lamoille Rivers in West-Ost-Richtung verläuft, von Waterville im Westen nach Hyde Park im Osten, sowie die Vermont Route 100C, die von der Vermont Route 15 in nördlicher Richtung abzweigt.

### Öffentliche Einrichtungen
Es gibt kein Krankenhaus in Johnson. Das nächstgelegene Hospital ist das Copley Hospital in Morrisville.

### Bildung
Johnson gehört mit Belvidere, Cambridge, Eden, Hyde Park und Waterville zur Lamoille North Supervisory Union. Die Johnson Elementary School befindet sich am College Hill, in der Nähe des State Colleges. Sie bietet Schulklassen vom Kindergarten bis zum sechsten Schuljahr.
Das Johnson State College ist eine staatliche Universität. Etwa 1800 Studierende sind an der Hochschule eingeschrieben. Es ist ein sogenanntes Liberal Arts College.
Das Vermont Studio Center wurde im Jahr 1984 in Johnson gegründet. Es ist eine Non-Profit-Organisation und bietet ein Residenzprogramm für bildende Künstler und Schriftsteller. 52 Künstler und Schriftsteller finden für einen bis drei Monate Unterkunft und eine Vielzahl von Medien, Kulturen und Altersgruppen werden zusammengebracht.
Die Johnson Public Central Library befindet sich am Library Drive in Johnson.

## Persönlichkeiten

### Söhne und Töchter der Stadt
- Julian Scott (1846–1901), Trommler im Sezessionskrieg und Maler
- Charles H. Sheldon (1840–1898), Politiker und Gouverneur des Bundesstaates South Dakota
- Charles H. Stearns (1854–1936), Politiker und Vizegouverneur von Vermont

### Persönlichkeiten, die vor Ort gewirkt haben
- Hayden Carruth (1921–2008), Poet und Literaturkritiker